# Нижняя Ярославка
Ни́жняя Яросла́вка — село в Сосновском районе Тамбовской области. Входит в Ламский сельсовет.

## География
Село расположено на берегу реки Ярославка. Ближайший населённый пункт — село Вторые Левые Ламки с ж/д станцией Ламки. Расстояние до районного центра, посёлка городского типа Сосновка 30 км.

## История
Село основано в 1846—1848 годах в результате выселения крестьян из Больших Ламок из-за отсутствия земли. Первым поселенцем был Михаил Караваев, который имел четырёх сыновей. Они обзавелись семьями и образовали хутор, который через 10 лет получил статус села, которое сначала называлось Душевая, так как земельный надел делался по душам. Позже село было переименовано в Нижнюю Ярославку, по названию реки. В селе была построена церковь, которая сгорела во время пожара в 1890 году. В 1870 году в Нижней Ярославке была основана школа. В 30-е годы XX века в Нижней Ярославке насчитывалось девять колхозов, а после войны один, затем он стал отделением соседнего колхоза «Красное знамя».

## Население
| 1970 | 2010 | 2013 |
| ---- | ---- | ---- |
| 1341 | ↘279 | ↗313 |

Гендерный состав
По данным Всероссийской переписи 2010 года численность населения села составляла 279 человек (122 мужчины и 157 женщин).

## Улицы
Уличная сеть села состоит из 2 улиц.

## Люди, связанные с селом
Село Нижняя Ярославка — родина Героя Советского Союза Валентина Половинкина. В честь него здесь названа улица.